# Merab Dvalishvili
Merab Dvalishvili, né le 10 janvier 1991 à Tbilissi en Géorgie, est un pratiquant géorgien d'arts martiaux mixtes (MMA). Il combat actuellement dans la division des poids coqs de l'Ultimate Fighting Championship, dont il est l’actuel champion depuis le 14 septembre 2024 après avoir battu l’ancien champion Sean O’Malley. Il est aussi dans le classement pound-for-pound de l'Ultimate Fighting Championship, où il est actuellement classé 2e.

## Distinctions
- Élu combattant de l’année 2025 par ESPN.

## Palmarès en arts martiaux mixtes
| 24 combats     | 20 victoires | 4 défaites |
| Par KO         | 3            | 0          |
| Par soumission | 2            | 1          |
| Sur décision   | 15           | 3          |

| Résultat | Record | Adversaire         | Méthode                                                                  | Événement                                   | Date              | Round | Temps | Lieu                                    | Notes                                                         |
| -------- | ------ | ------------------ | ------------------------------------------------------------------------ | ------------------------------------------- | ----------------- | ----- | ----- | --------------------------------------- | ------------------------------------------------------------- |
| Victoire | 20-4   | Sean O'Malley      | Soumission (étranglement nord-sud)                                       | UFC 316 : Dvalishvili contre O'Malley 2     | 7 juin 2025       | 3     | 4:42  | Newark, New Jersey, États-Unis          | Défend le titre des poids coqs de l'UFC.                      |
| Victoire | 19–4   | Umar Nurmagomedov  | Décision unanime                                                         | UFC 311: Makhachev contre Moicano           | 19 janvier 2025   | 5     | 5:00  | Inglewood, Californie, États-Unis       | Défend le titre des poids coqs de l'UFC. Combat de la soirée. |
| Victoire | 18–4   | Sean O'Malley      | Décision unanime                                                         | UFC 306: O'Malley vs. Dvalishvili           | 14 septembre 2024 | 5     | 5:00  | Las Vegas, Nevada, États-Unis           | Remporte le titre des poids coqs de l'UFC.                    |
| Victoire | 17–4   | Henry Cejudo       | Décision unanime                                                         | UFC 298: Volkanovski vs. Topuria            | 17 février 2024   | 3     | 5:00  | Anaheim, Californie, États-Unis         |                                                               |
| Victoire | 16–4   | Petr Yan           | Décision unanime                                                         | UFC Fight Night: Yan vs. Dvalishvili        | 11 mars 2023      | 5     | 5:00  | Las Vegas, Nevada, États-Unis           |                                                               |
| Victoire | 15–4   | José Aldo          | Décision unanime                                                         | UFC 278: Usman vs. Edwards II               | 20 août 2022      | 3     | 5:00  | Salt Lake City, Utah, États-Unis        |                                                               |
| Victoire | 14–4   | Marlon Moraes      | TKO (coups de poing)                                                     | UFC 266: Volkanovski vs. Ortega             | 25 septembre 2021 | 2     | 4:25  | Las Vegas, Nevada, États-Unis           | Performance de la soirée.                                     |
| Victoire | 13–4   | Cody Stamann       | Décision unanime                                                         | UFC on ESPN: Reyes vs. Procházka            | 1er mai 2021      | 3     | 5:00  | Las Vegas, Nevada, États-Unis           |                                                               |
| Victoire | 12–4   | John Dodson        | Décision unanime                                                         | UFC 252: Miocic vs. Cormier III             | 16 août 2020      | 3     | 5:00  | Las Vegas, Nevada, États-Unis           |                                                               |
| Victoire | 11–4   | Gustavo Lopez      | Décision unanime                                                         | UFC on ESPN: Eye vs. Calvillo               | 13 juin 2020      | 3     | 5:00  | Las Vegas, Nevada, États-Unis           |                                                               |
| Victoire | 10–4   | Casey Kenney       | Décision unanime                                                         | UFC Fight Night: Anderson vs. Błachowicz II | 15 février 2020   | 3     | 5:00  | Rio Rancho, Nouveau-Mexique, États-Unis |                                                               |
| Victoire | 9–4    | Brad Katona        | Décision unanime                                                         | UFC Fight Night: Iaquinta vs. Cowboy        | 4 mai 2019        | 3     | 5:00  | Ottawa, Ontario, Canada                 |                                                               |
| Victoire | 8–4    | Terrion Ware       | Décision unanime                                                         | UFC Fight Night: Hunt vs. Oleinik           | 15 septembre 2018 | 3     | 5:00  | Moscou, Russie                          |                                                               |
| Défaite  | 7–4    | Ricky Simón        | Soumission (étranglement en guillotine entraînant un arrêt de l’arbitre) | UFC Fight Night: Barboza vs. Lee            | 21 avril 2018     | 3     | 5:00  | Atlantic City, New Jersey, États-Unis   | Combat de la soirée.                                          |
| Défaite  | 7–3    | Frankie Saenz      | Décision partagée                                                        | UFC Fight Night: Swanson vs. Ortega         | 9 décembre 2017   | 3     | 5:00  | Fresno, Californie, États-Unis          |                                                               |
| Victoire | 7–2    | Raufeon Stots      | KO (coup de poing retourné)                                              | Ring of Combat 59                           | 2 juin 2017       | 1     | 0:15  | Atlantic City, New Jersey, États-Unis   | Défend le titre des poids coqs du Ring of Combat.             |
| Victoire | 6–2    | Sukhrob Aydarbekov | Soumission (clé de bras)                                                 | Ring of Combat 58                           | 24 février 2017   | 2     | 4:14  | Atlantic City, New Jersey, États-Unis   | Remporte le titre des poids coqs du Ring of Combat.           |
| Victoire | 5–2    | Tony Gravely       | Décision partagée                                                        | Ring of Combat 57                           | 18 novembre 2016  | 3     | 5:00  | Atlantic City, New Jersey, États-Unis   |                                                               |
| Victoire | 4–2    | Paul Grant         | Décision unanime                                                         | Ring of Combat 56                           | 23 septembre 2016 | 3     | 4:00  | Atlantic City, New Jersey, États-Unis   |                                                               |
| Victoire | 3–2    | Matt Tullos        | Décision unanime                                                         | CES 36: Andrews vs. Muro                    | 10 juin 2016      | 3     | 5:00  | Lincoln, Rhode Island, États-Unis       | Combat en poids plumes.                                       |
| Victoire | 2–2    | Geoffrey Then      | Décision unanime                                                         | CES 34: Curtis vs. Burrell                  | 1er avril 2016    | 3     | 5:00  | Mashantucket, Connecticut, États-Unis   |                                                               |
| Défaite  | 1–2    | Ricky Bandejas     | Décision unanime                                                         | CFFC 43: Good vs. Webb                      | 1er novembre 2014 | 3     | 5:00  | Atlantic City, New Jersey, États-Unis   |                                                               |
| Victoire | 1–1    | Dennis Dombrow     | TKO (coups de poing)                                                     | Ring of Combat 49                           | 19 septembre 2014 | 3     | 0:50  | Atlantic City, New Jersey, États-Unis   |                                                               |
| Défaite  | 0–1    | Darren Mima        | Décision majoritaire                                                     | Ring of Combat 47                           | 24 janvier 2014   | 3     | 4:00  | Atlantic City, New Jersey, États-Unis   |                                                               |